# 堀大輔
堀 大輔（ほり だいすけ、1983年〈昭和58年〉11月2日 - ）
日本の実業家。兵庫県尼崎市出身。GAHAKU株式会社代表取締役。
一般社団法人 日本ショートスリーパー育成協会代表理事。自称睡眠研究のプロフェッショナル。

## 経歴
高校卒業後、約1年ほどの音楽活動を経て、その後油絵画家として喫茶店に飾る風景画や壁画などを描く。画家としてのセンスを買われ、ギター製作会社の立ち上げメンバーとなり、3年間ルシアー(ギター製作職人)として活動。その後、3年弱ほど化学機械製作会社に勤務。
18歳の時、「睡眠は本当に必要なのか？」という事に疑問を感じ、睡眠の研究を開始。
7年間に渡る研究と試行錯誤を経て睡眠時間を劇的に短縮するNature sleepという方法を開発したという。これにより自身は1日30分睡眠になった（2025年現在）。
2014年に、GAHAKU株式会社を創立。
2016年に、一般社団法人日本ショートスリーパー®︎育成協会を創立。
2019年までに書籍を5冊刊行し、1冊目『できる人は超短眠!』は、6刷の増刷。4冊目『睡眠の常識はウソだらけ』は、メジャーリーガーのダルビッシュ有が、Twitter上で「（読んで）プラスになりました」と取り上げたことが話題になった。

## ショートスリーパー®養成プログラム「Nature sleep」
堀が代表理事を務める、一般社団法人 日本ショートスリーパー育成協会が運営する、ショートスリーパー®養成プログラムで、自然世界で活動している動物から睡眠の本質を学び、現代人にとって睡眠を最適化したカリキュラムで、睡眠不足の状態で短時間睡眠を維持するのではなく、日中に眠気を起こすことなく、健康なまま睡眠時間をコントロールすることを目指すもの。

## 著名人との交友関係
- ゆうきゆう - ゆうメンタルクリニック創設者・理事長、精神科医、心理学者。ショートスリーパー ®養成プログラム Nature sleepの受講生で、著書『マンガで分かる肉体改造 短眠編 （ヤングキングコミックス）』で執筆協力。堀の著書『睡眠の常識は嘘だらけ』では、帯の推薦文を寄稿。

## 著書
- できる人は超短眠!（フォレスト出版、2016年）
- ３秒で頭が冴えるすごい方法（総合法令出版、2017年）
- 記憶に残る速読（アイバス出版、2017年）
- 食べない人ほど仕事ができる!（フォレスト出版、2017年）
- 睡眠の常識はウソだらけ（フォレスト出版、2019年）

## メディア出演

### テレビ
- NHK 『ためしてガッテン』2010年4月7日
- 東京MX『未来展望』 2016年7月4日
- 毎日放送『メッセンジャーの◯◯は大丈夫なのか？』 2017年11月9日
- 日本テレビ『B面政治家』 2018年5月6日
- テレビ朝日『100まで生きるつもりです』 2018年6月29日
- フジテレビ『よく元気でいられますね！？』 2019年1月4日
- 日本テレビ系列『月曜から夜ふかし』 2019年3月4日
- 日本テレビ系列『新・日本男児と中居』 2019年7月12日
- CBCテレビ『本能Z』 2019年7月17日
- 日本テレビ系列『任意同行願えますか？』 2020年11月5日
- 日本テレビ系列『超無敵クラス』2022年9月11日

### ラジオ
- RKBラジオ『よなおし堂』 2018年7月30日

### 新聞・雑誌
- 『産経情報化新聞』 2013年4月号1面
- 『女性自身』 2016年8月23・30日合併号
- 『週刊SPA!』 2017年3月7日号
- 『Benesse 中1 MyStyle』 2018年11月号

### インターネット
- 『フミナーズ』 2016年6月30日
- 『J-CASTニュース』 2017年7月23日
- 『Lifree ライフリー』 2017年9月15日
- 『ABEMA Prime』　2024年3月8日